# Major général de la Marine
Le major général de la Marine nationale (MGMN, ou MGM) est un officier général des armées françaises, adjoint du chef d'état-major de la Marine.

## Responsabilités et autorité
Le major général de la Marine nationale est chargé d'assister le chef d'état-major de la Marine et est son remplaçant désigné en cas d'absence ou d'empêchement,. Il « propose et met en œuvre la politique générale de la Marine ».
Il a autorité sur l'ensemble de l'état-major de la Marine, ainsi que sur la direction du personnel militaire de la marine (DPMM) et l'état-major des opérations de la Marine (EMO-Marine).
L'état-major de la Marine est constitué de :
- Le bureau « performance et synthèse », dirigé par un officier général ;
- La sous-chefferie d'état-major « soutiens et finances », dirigée par un officier général ;
- La sous-chefferie d'état-major « plans et programmes », dirigée par un officier général ;
- La sous-chefferie d'état-major « opérations aéronavales », dirigée par un officier général ;
- Les trois autorités de coordination « relations internationales », « affaires nucléaires, prévention et protection de l'environnement » et « fonction garde-côtes ».

La major général dispose également de :
- Du délégué aux réserves de la Marine ;
- D'un médecin des armées, conseiller pour les affaires de santé, nommé par la direction centrale du Service de santé des armées ;
- Du délégué au patrimoine de la Marine ;
- De l'état-major des opérations de la Marine ;
- De deux organismes extérieurs :
  - Le Centre d'expertise des programmes navals ;
  - Le Centre de pilotage des systèmes d'information de la Marine.

## Liste des majors généraux de la Marine
| Portrait | Grade au moment de la prise de fonction | Major général                 | Date de prise de poste et décret de nomination | Date de prise de poste et décret de nomination | Fonction suivante                                                              |
| -------- | --------------------------------------- | ----------------------------- | ---------------------------------------------- | ---------------------------------------------- | ------------------------------------------------------------------------------ |
|          | vice-amiral                             | Frix Michelier                | 29 septembre 1939                              | [ 3 ]                                          | ...                                                                            |
|          | vice-amiral                             | Robert Jaujard                | avril 1946                                     |                                                | Naval Flag Officer Western Europe (Organisation de l'Union occidentale)        |
|          | vice-amiral                             | François Jourdain             | 1950                                           |                                                |                                                                                |
|          | vice-amiral                             | Louis Pothuau                 | 1953                                           |                                                | Admis en 2e section.                                                           |
|          | vice-amiral                             | Émile Rosset                  | 1955                                           |                                                | Admis en 2e section.                                                           |
|          | vice-amiral                             | Paul Monaque                  | 1er septembre 1958                             |                                                | ...                                                                            |
|          | vice-amiral                             | André Patou                   | 1er juillet 1960,                              |                                                | Commandant de l'escadre des escorteurs d'escadre                               |
|          | vice-amiral                             | Robert Meynier                | septembre 1963                                 |                                                | ...                                                                            |
|          | Vice-amiral                             | Yves de Bazelaire             | août 1966                                      |                                                | Admis en 2e section.                                                           |
|          | Vice-amiral                             | André Storelli                | 1er novembre 1968                              |                                                | Chef d'état-major de la Marine                                                 |
|          | Vice-amiral                             | Marc de Joybert               | avril 1970                                     |                                                | Chef d'état-major de la Marine                                                 |
|          | Vice-amiral                             | Antoine Sanguinetti           | 1er février 1972                               |                                                | Mis à la disposition du Chef d'état-major de la Marine                         |
|          | Vice-amiral                             | André Wolff                   | décembre 1974                                  |                                                | Admis en 2e section et contrôleur général des armées en mission extraordinaire |
|          | Vice-amiral                             | Jean-Jacques Schweitzer (de)  | 1976                                           |                                                | Admis en 2e section.                                                           |
|          | Vice-amiral                             | Philippe Ausseur              | 1980                                           |                                                | Admis en 2e section.                                                           |
|          | Vice-amiral                             | René Beaussant                | septembre 1982                                 |                                                | Inspecteur général de la Marine                                                |
|          | Vice-amiral d'escadre                   | Alain Denis                   | août 1986                                      |                                                | Inspecteur général de la Marine                                                |
|          | Vice-amiral d'escadre                   | Yves Goupil (d)               | avril 1988                                     |                                                | Admis en 2e section.                                                           |
|          | Vice-amiral d'escadre                   | Jean-Noël Turcat              | 13 avril 1991                                  | [ 19 ]                                         | Inspecteur général de la Marine                                                |
|          | Vice-amiral                             | Bernard Moysan                | 30 avril 1994                                  | [ 21 ]                                         | Inspecteur général de la Marine                                                |
|          | Vice-amiral d'escadre                   | Philippe Mallard              | 1er janvier 1998                               | [ 23 ]                                         | Contrôleur général des armées en mission extraordinaire                        |
|          | Vice-amiral                             | Jean-Louis Battet             | 15 septembre 1999                              | [ 25 ]                                         | Chef d'état-major de la Marine                                                 |
|          | Vice-amiral d'escadre                   | Alain Oudot de Dainville      | 1er juillet 2001                               | [ 27 ]                                         | Chef d'état-major de la Marine                                                 |
|          | Vice-amiral                             | Pierre-François Forissier     | 15 juin 2005                                   | [ 29 ]                                         | Chef d'état-major de la Marine                                                 |
|          | Vice-amiral                             | Jacques Launay                | 4 février 2008                                 | [ 31 ]                                         | Inspecteur général de la Marine                                                |
|          | Vice-amiral d'escadre                   | Benoît Chomel de Jarnieu      | 1er septembre 2009                             | [ 33 ]                                         | conseiller du Gouvernement pour la défense                                     |
|          | Vice-amiral d'escadre                   | Stéphane Verwaerde            | 1er septembre 2011                             | [ 35 ]                                         | Inspecteur général de la Marine                                                |
|          | Vice-amiral d'escadre                   | Arnaud de Tarlé               | 15 juillet 2014                                | [ 37 ]                                         | Inspecteur général de la Marine                                                |
|          | Vice-amiral d'escadre                   | Denis Béraud                  | 1er septembre 2016                             | [ 38 ]                                         | Inspecteur général de la Marine                                                |
|          | Vice-amiral d'escadre                   | Stanislas Gourlez de La Motte | 24 décembre 2018                               | [ 38 ]                                         | Inspecteur général de la Marine                                                |
|          | Vice-amiral d'escadre                   | François Moreau (d)           | 1er août 2022                                  | [ 40 ]                                         | Inspecteur général de la Marine                                                |
|          | Vice-amiral d'escadre                   | François-Xavier Polderman     | 1er août 2024                                  | [ 41 ]                                         | Major général des armées                                                       |
|          | Vice-amiral d'escadre                   | Alban Lapointe                | 30 juillet 2025                                | [ 42 ]                                         |                                                                                |